# Grupo Desportivo Os Nazarenos
Maillots
Le Grupo Desportivo Os Nazarenos est un club de football portugais basé à Nazaré. Pour la saison 2012-2013, le club évolue en cinquième division, en division d'honneur de l'AF Leiria. 

## Histoire
Fondé en 1924, le club fait ses débuts dans les championnats régionaux. Le club parvient à jouer en deuxième division, mais ne parvient pas à y rester la saison suivante. Le GD Nazarenos refait son apparition en deuxième division pendant la saison 1945-46, mais cette fois il parvient à se maintenir et à jouer pendant la saison 1946-47. Depuis le club se perd dans le district, et fait seulement son apparition en troisième division nationale pendant la saison 1959-60.
Depuis le club reste solide, et effectue de très bonnes saisons à frôler de peu la montée en deuxième division nationale. Le club obtient satisfaction pendant la saison 1970-71 ou elle finit premier de sa série, qui lui donne accès directement à la deuxième division. En deuxième division, pour sa première saison le club fait un très mauvais championnat, et réussi de très peu de se maintenir face à la relégation. La saison suivante, il n'y a pas de surprise, le GD Nazarenos est reléguée en finissant quinzième du championnat.
Depuis le club éprouve des difficultés en troisième division nationale, en finissant quatorzième pendant la saison 1973-74. La saison suivante le club déçoit fortement, et finit avant-dernier synonyme de relégation en district. Depuis le club se perd un peu, mais parvient à revenir en troisième division pendant la saison 1977-78, ou elle finit à une belle sixième place.
Le GD Nazarenos revient en force, et la saison suivante finit deuxième et ainsi retrouve la deuxième division à nouveau. Depuis le club évolue ses plus belles années de son histoire, avec une belle sixième place pour sa première saison après son passage en D3. Le club est même très peu de frôler la première division, et finit à la marche de la première place, deuxième du classement pendant la saison 1980-81. Le club par la suite n'arrive pas à rééditer l'exploit, et cale en fin de tableau à l'image d'une douzième place puis d'une seizième place pendant la saison 1982-83, qui est ainsi reléguée.
À nouveau en troisième division, le club se maintient un bon nombre de saisons, mais ne parvient pas à remonter à nouveau et frôle aussi de très peu de redescendre en district. La saison 1990-91, est un échec à l'image des dernières années produises par le club, le GD Nazarenos finit reléguée avec une dix-huitième place au classement. Pendant la saison 1991-92, le club remonte très vite du district et remonte en quatrième division.
Mais à nouveau le GD Nazarenos ne se maintient pas et finit dix-huitième pendant la saison 1992-93. Le club retrouve alors à nouveau le district, et attendra seulement la saison 1995-96 pour retrouver la quatrième division. Malgré le maintien pendant la saison 1995-96, la saison suivante le club est de nouveau reléguée. Dès lors le club se perd en district, et ne parvient à remonter. Cependant la deuxième place de la saison 2001-02 du district, lui a permis de remonter en troisième division nationale.
La scène se répète, une relégation en quatrième division pendant la saison 2001-02, puis une première place en district pendant la saison 2002-03 avant de nouveau finir reléguée pendant la saison 2003-04 de quatrième division. Malgré un bon classement chaque saison en district, en finissant deuxième, troisième, quatrième et sixième le club n'arrive pas à remonter en troisième division. Malgré une quatrième place pendant la saison 2011-2012, le club évolue toujours en division d'honneur de l'AF Leiria.

## Joueurs emblématiques
| - Perez - Clésio - Domingos - Feijão - Juvenal | - Lapa - Luís Vasco - Pires - Vítor Pontes |

## Palmarès
| Compétitions nationales | Compétitions régionales |
| --- | --- |
| - Championnat du Portugal D2 (0) - Meilleure performance : 2e (1980-81) - Coupe du Portugal (0) - Meilleure performance : 1/16 final (1968-69, 1969-70, 1979-80) | - Championnat de 1re division de l'AF Leiria (1) - Champion : 2003-04 - Coupe de l'AF Leiria (2) - Champion : 1991-92, 1993-94 |